# La Deuxième Mort de Ramón Mercader
La Deuxième Mort de Ramón Mercader est un roman de Jorge Semprún publié le 14 mai 1969 aux éditions Gallimard et ayant reçu la même année le prix Femina.

## Présentation
Jorge Semprún aborde la genèse de la création de ce récit dans son livre suivant intitulé Autobiographie de Federico Sánchez.
Lors d'un voyage à La Haye (Pays-Bas) à l'époque où il siégeait au comité exécutif du Parti communiste espagnol en exil, il va se souvenir de l'époque de la Guerre civile espagnole où il résidait là avec sa famille, son père représentant alors la République espagnole qui allait être bientôt emportée par les troupes franquistes. C'est là-bas écrit-il, « en passant devant l'église de l'Alexanderstraat [...] que  mûrit soudainement la trame d'un récit qui allait devenir La Deuxième Mort de Ramón Mercader. »
Souvenirs qui s'entrechoquent et trouvent un terreau favorable à l'éclosion d'un projet qu'il formulera de cette façon : « Et c'est là que tous les éléments épars qui flottaient dans mon imagination depuis plusieurs semaines, toutes ces obsessions et tous ces rêves cristallisèrent avec la soudaineté d'un éclair silencieux pour former de manière irréfutable, élaborée jusque dans ses moindres détails, la trame d'un roman qui devait s'appeler La Deuxième Mort de Ramón Mercader. »

## Résumé
Ce livre peut paraître de prime abord une sombre histoire d'espionnage d'un homme traqué par des amis et des ennemis qui  nouent et dénouent d'infinies intrigues. Bien sûr, Ramón Mercader n'est pas un nom choisi au hasard, mais qu'a-t-il à voir avec celui qui a laissé un nom dans l'histoire pour avoir assassiné Léon Trotski ?
Dans l'avertissement, Jorge Semprun écrit malicieusement : « Les événements dans ce récit sont tout à fait imaginaires. Bien plus : toute coïncidence avec la réalité serait non seulement fortuite, mais proprement scandaleuse. »
L'agent secret soviétique connu sous l'identité de Ramón Mercader, et en l'occurrence directeur adjoint d'une société de commerce espagnole, part de Madrid pour régler un problème d'exportation à Amsterdam pour finalement se retrouver à Zurich pour tenter de contacter ses (vrais) chefs. Il retourne à Amsterdam mais il est découvert « suicidé » dans sa chambre d'hôtel. Ses amis du contre-espionnage tentent alors de le déconsidérer mais peu à peu, la vérité va se faire jour et révéler qui l'a trahi.
Pourtant il n'est pas question ici de thriller. Jorge Semprun revient sur son passé, analyse les événements comme il le fera sur la même période qui court de la guerre civile espagnole à la mort de Staline et à l'occupation de Prague dans son livre suivant Autobiographie de Federico Sánchez. C'est aussi le roman post-stalinien traitant des impasses du système soviétique, et des fonctionnaires de la révolution.
Au-delà de son propre cas, l'auteur engage une réflexion sur le destin de cette révolution qu'il a longtemps soutenue et qui l'a ensuite fortement déçu. Avec le roman d'espionnage, il a en commun la violence de certains personnages et la présence lancinante de la mort.

## La fin de Ramon Mercader

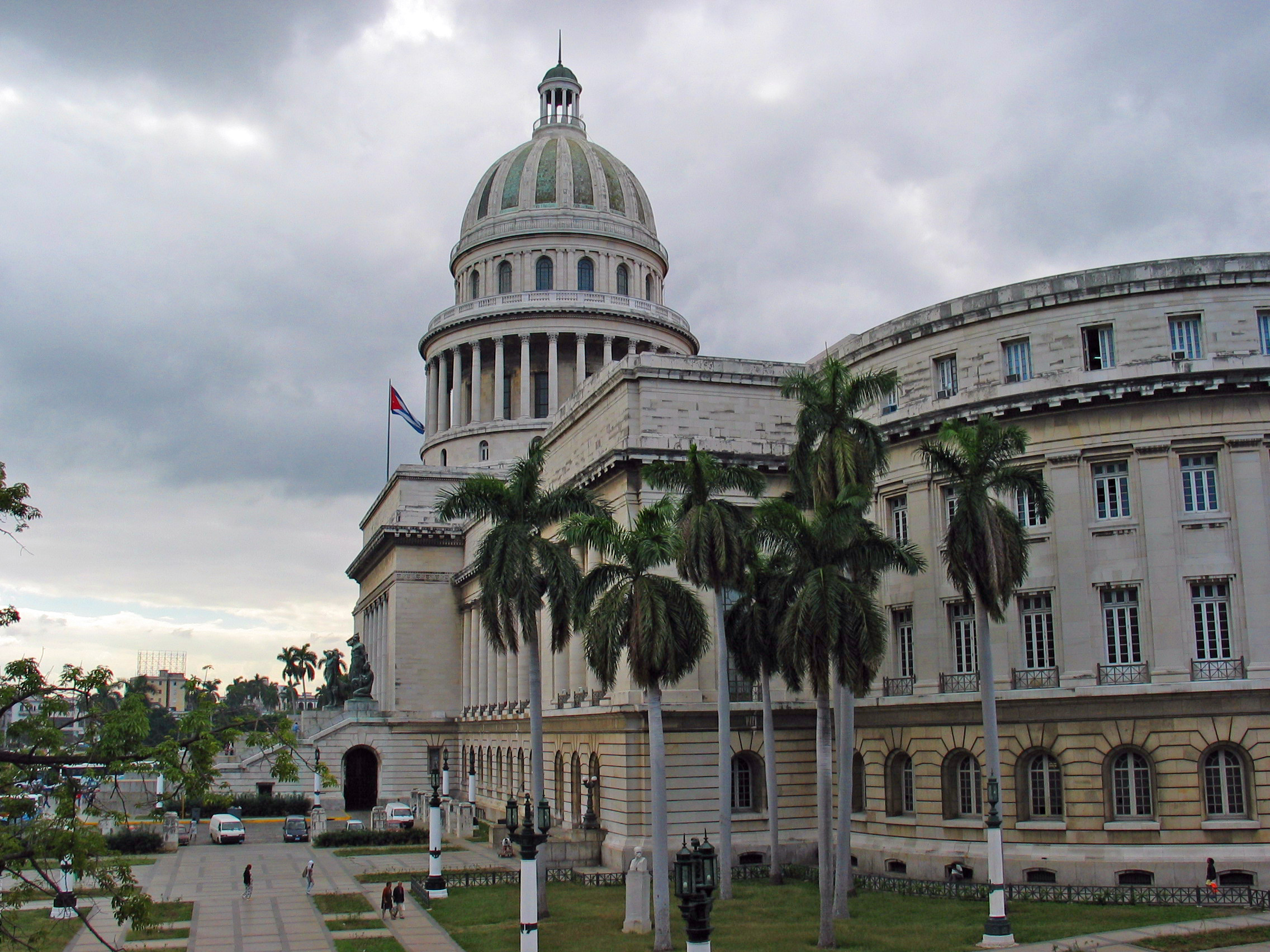
La Havane

Dans son livre Montand la vie continue, Jorge Semprun parle du vrai Ramón Mercader et surtout de ses dernières années. Ramón Mercader purgea au Mexique une peine de vingt ans de prison pour l'assassinat de Léon Trotski puis gagna l'Union soviétique via La Havane. À la fin de sa vie, Ramón Mercader revint à Cuba, ses liens avec ce pays y étant étroits, sa mère Caridad del Rio Mercader en étant originaire.
« Elle avait fini sa longue carrière au service de l'espionnage soviétique à l'ambassade de Cuba à Paris dans les années soixante. Elle y avait un poste apparemment modeste, mais son regard était toujours aussi vif. » C'est ainsi que Ramón Mercader à la fin de sa vie regagna son île maternelle et y exerça « une fonction qui me semble boucler admirablement cette longue vie de fidélité communiste », écrit Semprun avec malice. Il fut en effet inspecteur des prisons castristes.
Commentaire de Jorge Semprun : « Admirable parabole d'une vie militante, n'est-il pas vrai ? Des combats de la guerre civile espagnole à l'inspection des cellules d'isolement dans les prisons de Fidel Castro, en passant par les secrets puants de l'appareil de sécurité russe : toute une vie de fidélité. »

## Éditions
- Éditions Gallimard, 1969,  (ISBN 2070273679).